# Телуриди
Телури́ди — сполуки Телуру з менш електронегативними елементами (здебільшого з металами). Телуриди є аналогами сульфідів та селенідів і можуть розглядатися як похідні телуроводню H2Te.
Відомі частково заміщені гідротелуриди (наприклад, NaHTe), а також телуриди металів з нестехіометричним складом. Для перехідних металів склад телуридів відповідає складу типових сульфідів і селенідів: Me2Te, MeTe, Me2Te3, Me3Te4, Me5Te4, MeTe2.

## Поширення у природі

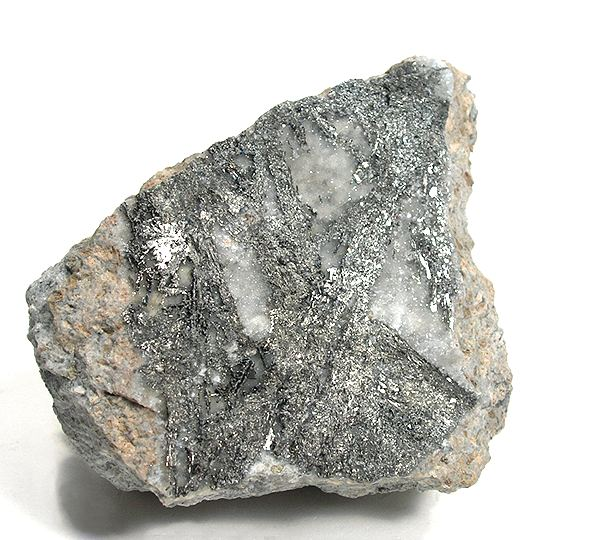
Сильваніт

До розповсюджених у земній корі природних телуридів відносяться гессит AgTe, колорадоїт HgTe, сильваніт AgAuTe4, нагіагіт.

## Фізичні властивості
Телуриди лужних і лужноземельних металів є безбарвними іонними речовинами, які швидко розкладаються на повітрі, особливо у присутності вологи. При доступі повітря до їхнього розчину той забарвлюється у червоний колір через утворення політелуридів. Телуриди важких металів мають темне забарвлення і є нерозчинними у воді.

## Отримання
Отримання шляхом прямої взаємодії простих сполук варіюється від бурхливої реакції, як у випадку лужних і лужноземельних металів, до повільної, що вимагає нагрівання, як для водню. Телуриди перехідних металів синтезують прямою взаємодією при температурі 400—1000 °C за відсутності повітря.
Альтернативними способами отримання є дія телуроводню на метали або їхні оксиди та осадження сполук при пропусканні H2Te через розчини солей.

## Хімічні властивості
Телуриди лужних металів гідролізуються менше за сульфіди і селеніди, однак легше окиснюються. Дані сполуки є сильними відновниками.
Деякі представники ряду, як телурид алюмінію Al2Te3, розкладаються водою, інші ж — лише кислотами, із утворенням телуроводню. Стійкість телуридів знижується зі збільшенням у них вміст Телуру. На повітрі вони поступово розкладаються, а при нагріванні на повітрі чи у кисні окиснюються до оксиду металу і TeO3. Вищі телуриди (наприклад, WTe2) при нагріванні розкладаються із утворенням металічного порошку.
При насиченні телуром розчинів телуридів утворюються політелуриди (аналоги полісульфідів).
При перегонці телуридів з солями сульфокислот утворюються алкілтелуриди — аналоги етерів і тіоетерів (та, відповідно, спиртів і тіолів):
{\displaystyle \mathrm {K_{2}Te+2C_{2}H_{5}OSO_{3}K\longrightarrow (C_{2}H_{5})_{2}Te+2K_{2}SO_{4}} }
{\displaystyle \mathrm {KHTe+C_{2}H_{5}OSO_{3}K\longrightarrow C_{2}H_{5}TeH+K_{2}SO_{4}} }

## Застосування
Основне застосування телуриди знаходять у виробництві напівпровідників і високочутливих детекторів випромінювання (електромагнітного, інфрачервоного, рентгенівського, гамма-променів, альфа- і бета-частинок.